# David Bell (Hockeyspieler)
David Ian Bell OAM (* 11. März 1955 in Melbourne) ist ein ehemaliger australischer Hockeyspieler, der mit der Australischen Hockeynationalmannschaft 1976 Olympiazweiter und 1986 Weltmeister war.

## Karriere
David Bell debütierte 1975 in der australischen Hockeynationalmannschaft. Bei der Weltmeisterschaft 1975 belegten die Australier den fünften Platz. Im Jahr darauf bei den Olympischen Spielen in Montreal belegten die Australier in ihrer Vorrundengruppe den zweiten Platz hinter den Niederländern. Mit einem 2:1-Halbfinalsieg über die pakistanische Mannschaft erreichten die Australier das Finale, dort unterlagen sie der neuseeländischen Mannschaft mit 1:0.
Bei der Weltmeisterschaft 1978 in Buenos Aires gewannen die Australier ihre Vorrundengruppe, verloren aber im Halbfinale gegen die Niederländer mit 3:2. Das Spiel um Bronze gewannen die Australier gegen die Deutschen mit 4:3. 1980 durften die Australier wegen des Olympiaboykotts nicht an den Olympischen Spielen in Moskau teilnehmen. Zwei Jahre später bei der Weltmeisterschaft in Bombay gewannen die Australier ihre Vorrundengruppe vor den Niederländern und der Mannschaft der Gastgebernation. Nach der Halbfinalniederlage gegen die Deutschen erkämpften die Australier die Bronzemedaille mit einem 4:2 über die niederländische Mannschaft.
Auch bei den Olympischen Spielen 1984 in Los Angeles gewannen die Australier ihre Vorrundengruppe. Im Halbfinale verloren sie mit 1:0 gegen Pakistan und im Spiel um den dritten Platz unterlagen sie den Briten mit 3:2. Bei der Weltmeisterschaft 1986 in London gewannen die Australier einmal mehr ihre Vorrundengruppe. Im Halbfinale bezwangen sie die Mannschaft aus der Sowjetunion mit 5:0, im Finale besiegten sie die Engländer mit 2:1. Insgesamt trat Bell von 1975 bis 1986 in 186 Länderspielen an, in denen er 20 Tore erzielte.
1987 beendete er seine aktive Laufbahn. Von 2001 bis 2004 war er als Nachfolger seines früheren Teamkollegen Ric Charlesworth Trainer der Hockeyroos, der australischen Damen-Nationalmannschaft, konnte aber nicht an die Erfolge in der Ära Charlesworth anknüpfen. David Bell wurde 1987 mit der Medaille des Order of Australia ausgezeichnet. Seit 2004 ist er Mitglied der Sport Australia Hall of Fame.